# Cross Gates

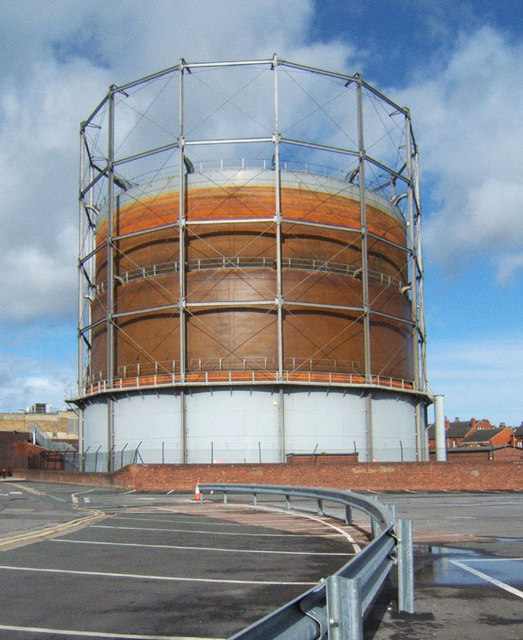
Gazomètre.

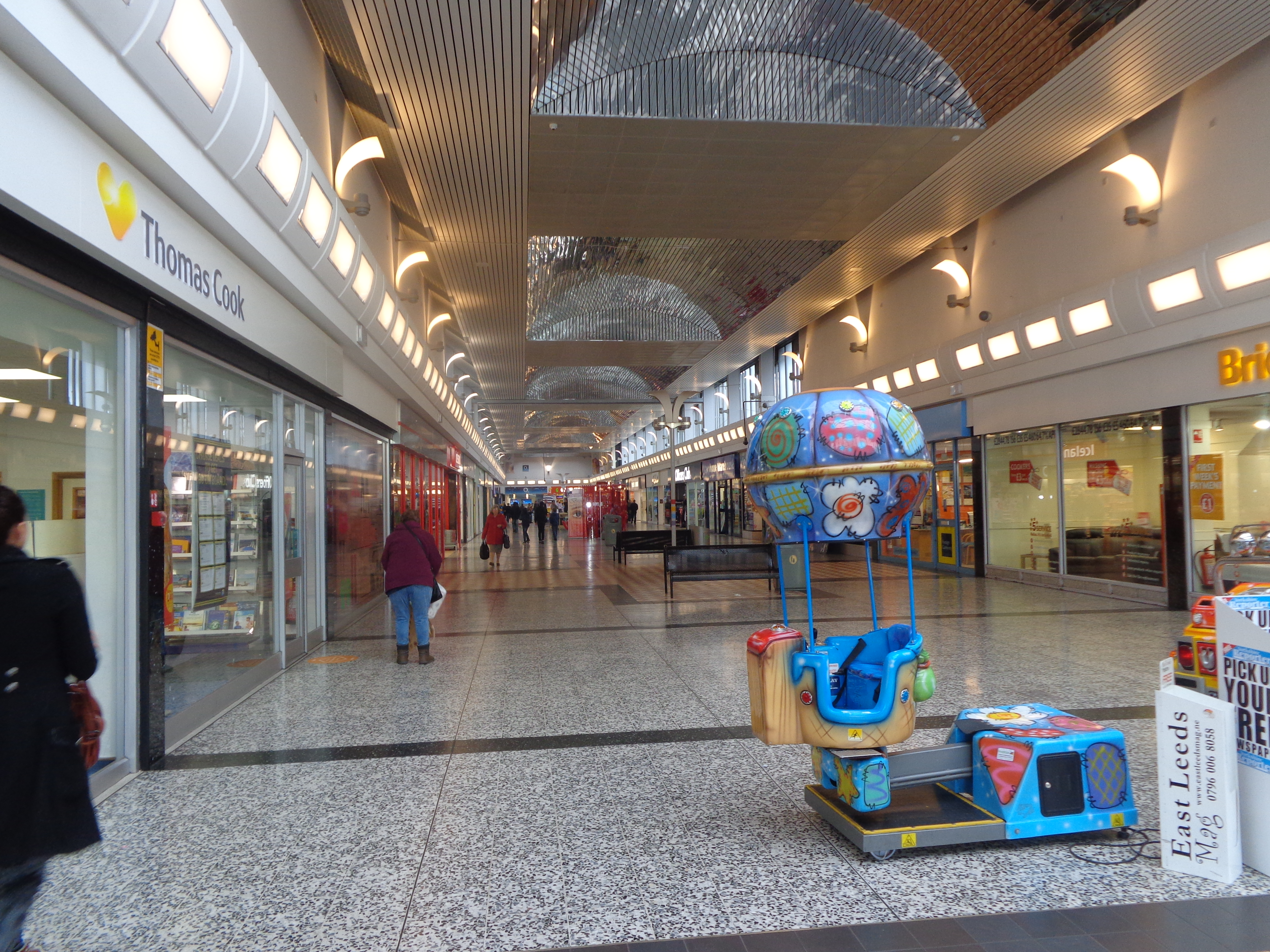
Centre commercial.

Cross Gates est une banlieue de Leeds, Royaume-Uni. 
La population était de 7 770 habitants en 2011.
Il y a un centre commercial. Le quartier possède une gare.